# Донатово (Західнопоморське воєводство)
Донатово (пол. Donatowo, нім. Dohnafelde) — село в Польщі, у гміні Островіце Дравського повіту Західнопоморського воєводства.
У 1975-1998 роках село належало до Кошалінського воєводства.